# Авария Ту-154 в Чите
Ава́рия Ту-154 в Чите́ — авиационная авария, произошедшая в среду 8 октября 1980 года. Авиалайнер Ту-154Б-2 авиакомпании «Аэрофлот» выполнял пассажирский внутренний рейс по маршруту Барнаул — Чита — Хабаровск, но при заходе на посадку в аэропорту Читы (Кадала) лайнер грубо приземлился на грунт до ВПП и разрушился. Никто из 184 человек на борту (174 пассажира и 10 членов экипажа не погиб , однако пострадали 4 человека 

## Самолёт
Ту-154Б-2 борт СССР-85321 с заводским номером 79А321 и серийным 0321 был собран Куйбышевским авиационным заводом в январе 1979 года, после чего, 8 февраля 1979 года (за год до происшествия) был передан в Хабровский ОАО Дальневосточного УГА МГА СССР «Аэрофлот». Был оснащён тремя турбореактивными двигателями НК-8-2 производства Казанского моторостроительного производственного объединения и ВСУ ТА-6А производства Уфимского агрегатного производственного объединения.

## Хронология событий

### Предшествующие события
В Барнаульском аэропорту персонал службы перевозок нарушил правила загрузки, в результате чего центровка самолёта выходила за пределы допустимой нормы, передняя часть самолёта была сильно перегружена. Это станет первым фактором в результате расследования аварии.

### Авария
При заходе на посадку в Чите командир нарушил схему заход на посадку и вошёл в глиссадный луч выше. Из-за неверных показаний приборов командир ошибочно назвал диспетчеру своё неверное местоположение. Самолёт прошёл приводные радиостанции выше положенного, экипаж, понимая это, увеличил вертикальную скорость снижения, в этих условиях необходимо уходить на второй круг, но экипаж этого не делает. Лайнер из-за передней центровки и ошибки экипажа снижается ниже глиссады. С высокой вертикальной скоростью Ту-154 приземлился в 240 метрах до ВПП, при этом сломались все стойки шасси, полностью оторвалась хвостовая часть и самолёт разломился на две части. Никто из 184 человек на борту не погиб, но 4 пострадали; о жертвах на земле не сообщалось.

### Дальнейшие события
Лайнер списали в течение месяца. 6 ноября (спустя 27 дней после аварии) самолёт был окончательно утилизирован.

## Расследование
При расследовании аварии комиссия установила данные нарушения:
Со стороны КВС
- Нарушение схемы захода на посадку

- Неправильное сообщение о местоположении

- Превышение скорости снижения

- Игнорирование условий ухода на второй круг

- Неправильное считывание показаний приборов

Со стороны второго пилота
- Игнорирование условий ухода на второй круг

Со стороны службы перевозок
- Нарушение правил загрузки

- Допуск ВС к полётам с неправильной загрузкой.